# World Ecological Parties
World Ecological Parties (Kurzbezeichnung: WEP, deutsch Weltbündnis Ökologischer Parteien, Kurzbezeichnung: WÖP) ist ein internationaler Parteienverband ökologischer Parteien. Der Verband wurde im November 2003 in Mainz gegründet. Im April 2004 wurde in Straßburg die Satzung beschlossen und der erste Vorstand gewählt. Der Verband steht in Konkurrenz zu den Global Greens, in dem die Mehrzahl der grünen Parteien organisiert sind.
Die WEP setzt sich insbesondere für ökologische Nachhaltigkeit ein. Sie steht für die Stärkung demokratischer Rechte und friedensfördender Maßnahmen weltweit.
Bei der Europawahl 2014 zogen aus den Mitgliedsparteien der WEP drei Abgeordneten ins Europäische Parlament ein, einer verließ seine Partei jedoch bereits vier Monate nach der Wahl. Bei der Europawahl 2019 konnte nur die deutsche ÖDP ihr Mandat verteidigen.
Mit der World Ecological Parties Youth (WEPY) besteht eine Jugendorganisation.

## Vorstand
- Präsident: Budimir Babić (Zelena Stranka – Serbien)
- Vizepräsident: Otto Stekler (Zöld Párt – Ungarn)
- Generalsekretär: Marton Gergö (Zöld Párt – Ungarn)
- Schatzmeister: Ulrike Brandhorst (Ökologisch-Demokratische Partei – Deutschland)

### Frühere Präsidenten
- 2004–2005 Erzbischof Kutino Fernando (Demokratische Republik Kongo)
- 2005–2008 Erica Luka (Partia e Bleute Shqiptare – Albanien)[4]
- seit 2008 Budimir Babić (Zelena Stranka – Serbien)

## Mitglieder
- Cosmopolitan Party (Kanada)
- Debout pour le Congo (Demokratische Republik Kongo)
- Grønne Demokrater (Dänemark)
- Mouvement écologiste indépendant (Frankreich)
- Partido da Terra (Portugal)
- Oikologoi Elladai (Griechenland)
- Ökologisch-Demokratische Partei (Deutschland)
- Partia e Gjelbër (Albanien)
- Partia Ekologjike e Kosoves (Kosovo)
- Sauvons le Congo (Demokratische Republik Kongo)
- Zelena Stranka (Serbien)
- Zöld Párt (Ungarn).

### Netzwerkpartner
- Australian Nuclear Disarmament Party (Australien)
- Asol (Togo).

### Ehemalige Mitglieder
- Duurzaam Nederland (Niederlande, aufgelöst)